# Theudis nyugati gót király
Theudis, más írásmóddal Teudis, Theudesz (470 körül – 548 júniusa) nyugati gót király 531-től haláláig. Ő tette elsőként székhelyét a Hispániai félszigetre.

## Élete
Osztrogót nemesként egy előkelő római hölggyel kötött házassága révén kiterjedt birtokokat szerzett az Ebro völgyében. A keleti gót király, Nagy Theoderich őt jelölte ki régenssé és gyámmá a gyermek nyugati gót király, Amalarich mellé. Theudis eleinte Barcelonában, Sevillában tartott udvart – hogy szemmel tarthassa Septimaniát, melyet a frankok állandóan fenyegettek –, és akkor került trónra, amikor Amalarichot az 531. évi frank támadás során megölték.
Theudis megpróbálta kiterjeszteni hispániai területeit Mauretania Tingitana elfoglalásával, de a (kelet-)római császári hadak Ceutánál legyőzték. Harcolt a frankok ellen is, akik áthatoltak a Pyrenćeken, és bár kezdetben sikeresen harcoltak, Saragossa mellett nagy vereséget szenvedtek s kénytelenek voltak visszavonulni. Gyilkosság áldozata lett: trónbitorló utódja, Theudegesil végzett vele Sevillában.

## Egyéb
Unokaöccse, Hildebad keleti gót király volt.